# Корсетка
Корсе́тка, керсе́тка, рідше корсе́т, керсе́т — вид традиційного українського жіночого верхнього одягу, без рукавів, пошитий в талію з кольорової тканини, характерний для центральних та східних районів України. Спереду неприталена, а ззаду пошита до стану і поширена вусами або зборами.
Корсетки в залежності від матеріалу могли бути буденними та святковими. Незалежно від призначення корсетки мали однаковий крій. Вони могли бути вовняні, парчові, шовкові, бавовняні, оксамитові чи з набойки в дрібні квіти на синьому чи чорному тлі. Корсетки роблять на підшивці з бавовняної тканини, щоб вони добре лежали. Ззаду корсетка поширюється від стану п'ятьма вусами, могло бути також три або п'ять вусів. Вуса закладалися всередину, від стану вони були вужчі, а до низу розширялися. На стані вони закінчувалися трикутниками з іншої матерії, на які нашивали ґудзики. Защіпали керсетку з лівого боку, від шиї до стану гачками. Інколи керсетку защіпали також і по середині, як наприклад, в Уманському повіті. По довжині керсетку обшивали смугами з іншого кольору матерії. Стан керсетки завжди був завищений. Керсетки могли бути довші і коротші. Як правило вимірювали довжину від шиї до стану і брали таку саму довжину вниз або на довжину опущеної руки. Також інколи керсетки могли бути і до колін.
На Чернігівщині шили корсетки з набойки в дрібні квіточки на чорному або на синьому тлі. На Полтавщині корсетки були довшими ніж в інших краях і однобарвні, переважно темних кольорів. На Харківщині та Вороніжчині корсетки шили з строкатих тканин, з бавовняної парчі та оздоблювали їх оксамитовими нашивками та ґудзиками.
Корсетка облягала стан і розширювалась від талії вусами. Глибокий виріз горловини відкривав вишиту сорочку, поли і низ оздоблювали аплікаціями, мереживом тощо.

## Історія
Перші корсети з'явились на території України ще у 16-17 столітті. Зустрічаються безліч картин заможних жінок, які зображені в цих предметах одягу. Спочатку шнуровиці були поширені тільки в містах серед городянок та шляхти, але потім стали популярними й у селах.
Вважається, що корсетки потрапили у сільський гардероб на початку ХІХ століття. Корсетка у різних регіонах виглядала по-різному. На Галичині та Волині вона була короткою (див. лейбик), а на Полтавщині могла сягати по коліна. Зазвичай корсетки виготовляли із сукна або оксамиту.
У ХХ столітті український одяг стає простішим. На заміну корсеткам приходять звичайні жилети. Традиційний костюм стає лиш святковим, у повсякденному одязі з народного вбрання раннього періоду залишається тільки вишита сорочка, яка протрималась у сільському гардеробі тільки до кінця першої половини ХХ сторіччя. Корсетка повністю зникає з щоденного вбрання.
Нині корсетка дістала більш осучаснену форму. Вона стала ще коротшою, але багато майстрів народного вбрання шиють цей предмет одягу по канонам старовинного крою.

## Оздоблення
До застосування швейних машинок вишивка керсеток та юпок відбувалася вручну. Для вишивання використовували білі, червоні та зелені нитки. Візерунки вишивали на верхній полі, на рукавах (внизу), внизу корсетки чи юпки. Часто вишивали також і на спині, особливо на стані. Поруч з вишиванням для оздоблення корсеток використовували метод аплікації. Для цього переважно з плису вирізували різноманітні фігури, н-д. квіти, орли та нашивали їх на верхній полі. Пізніше вишивка була машинною.

## Галерея

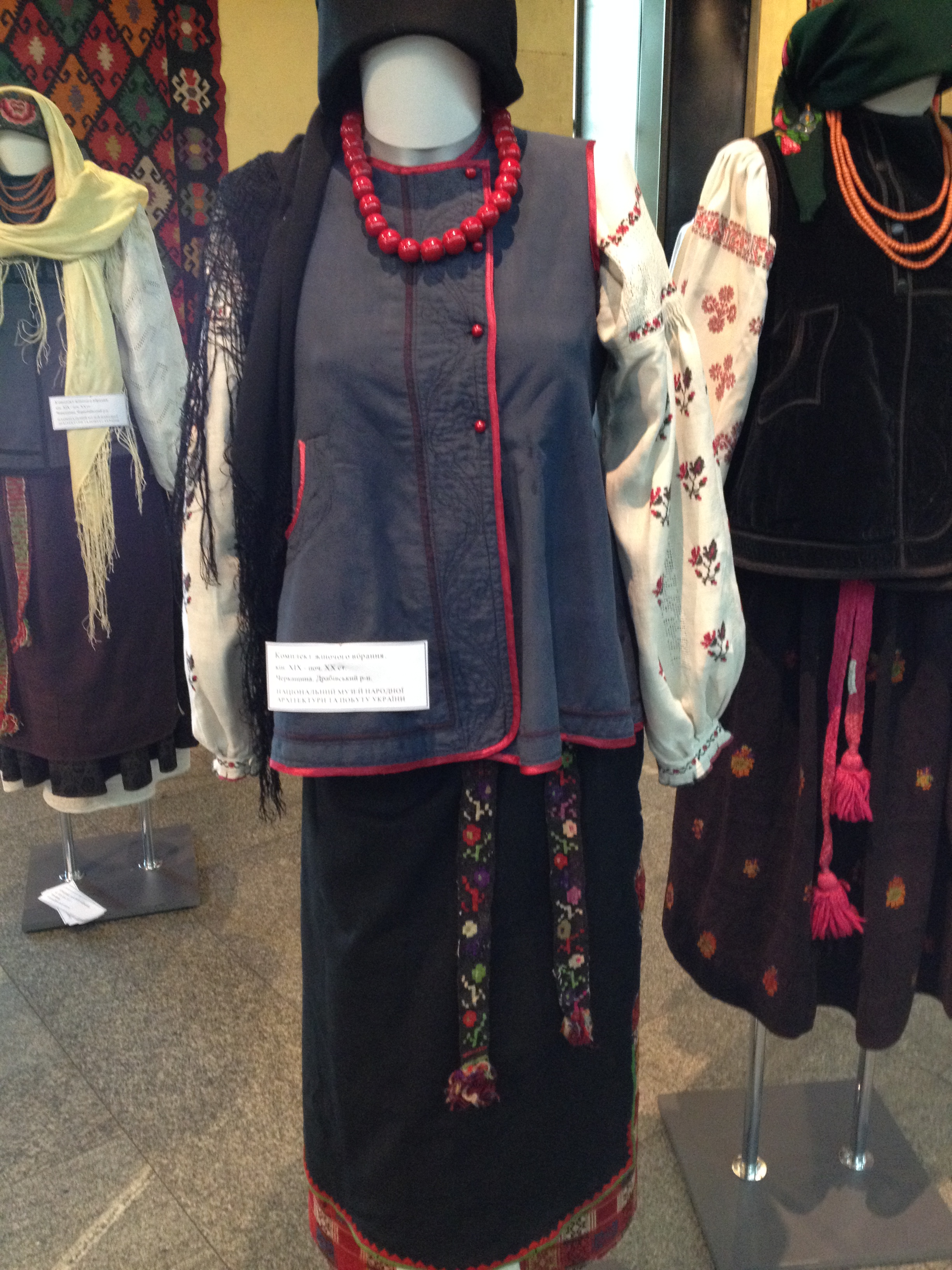
Черкаська корсетка
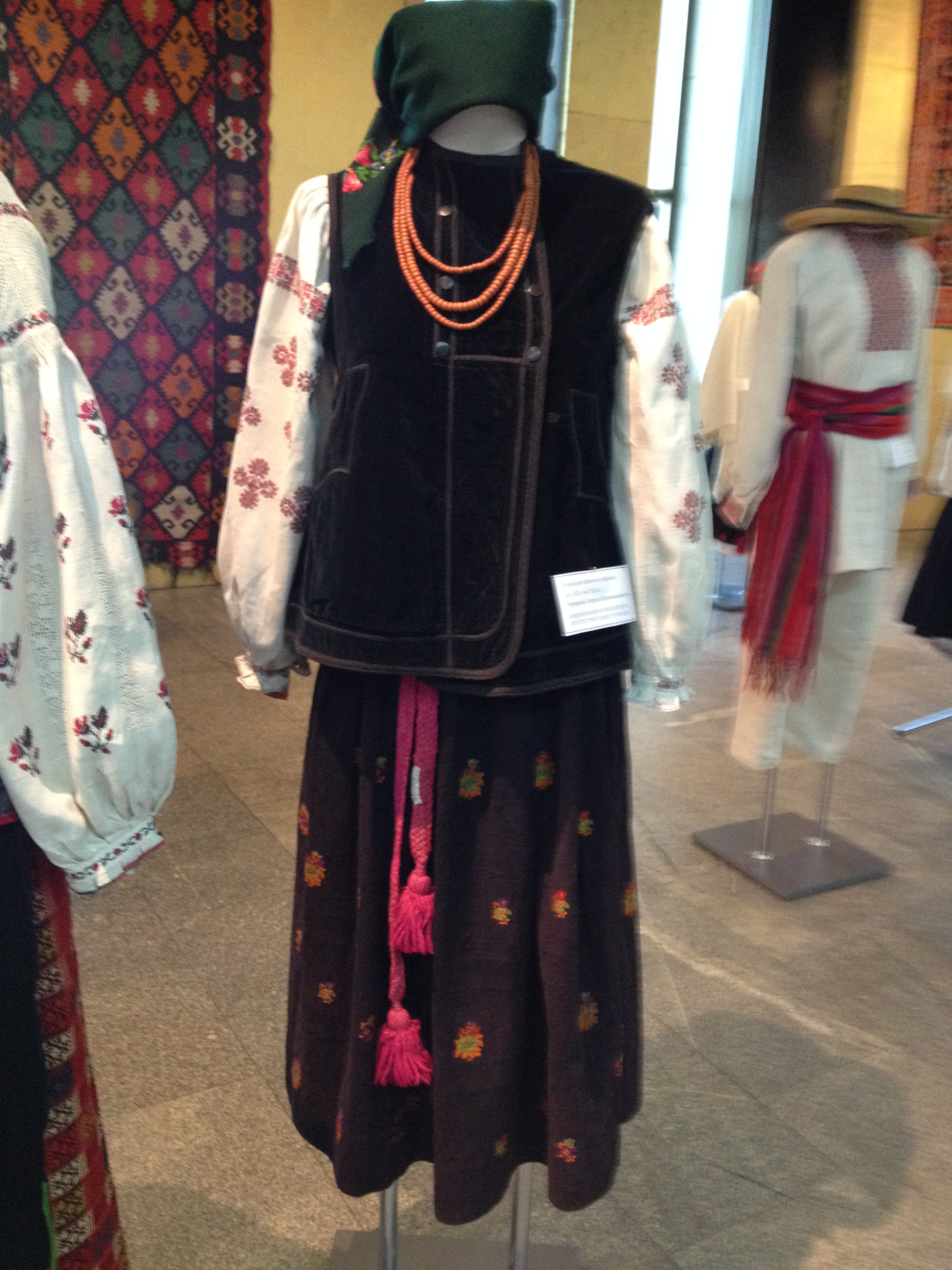
Черкаська корсетка
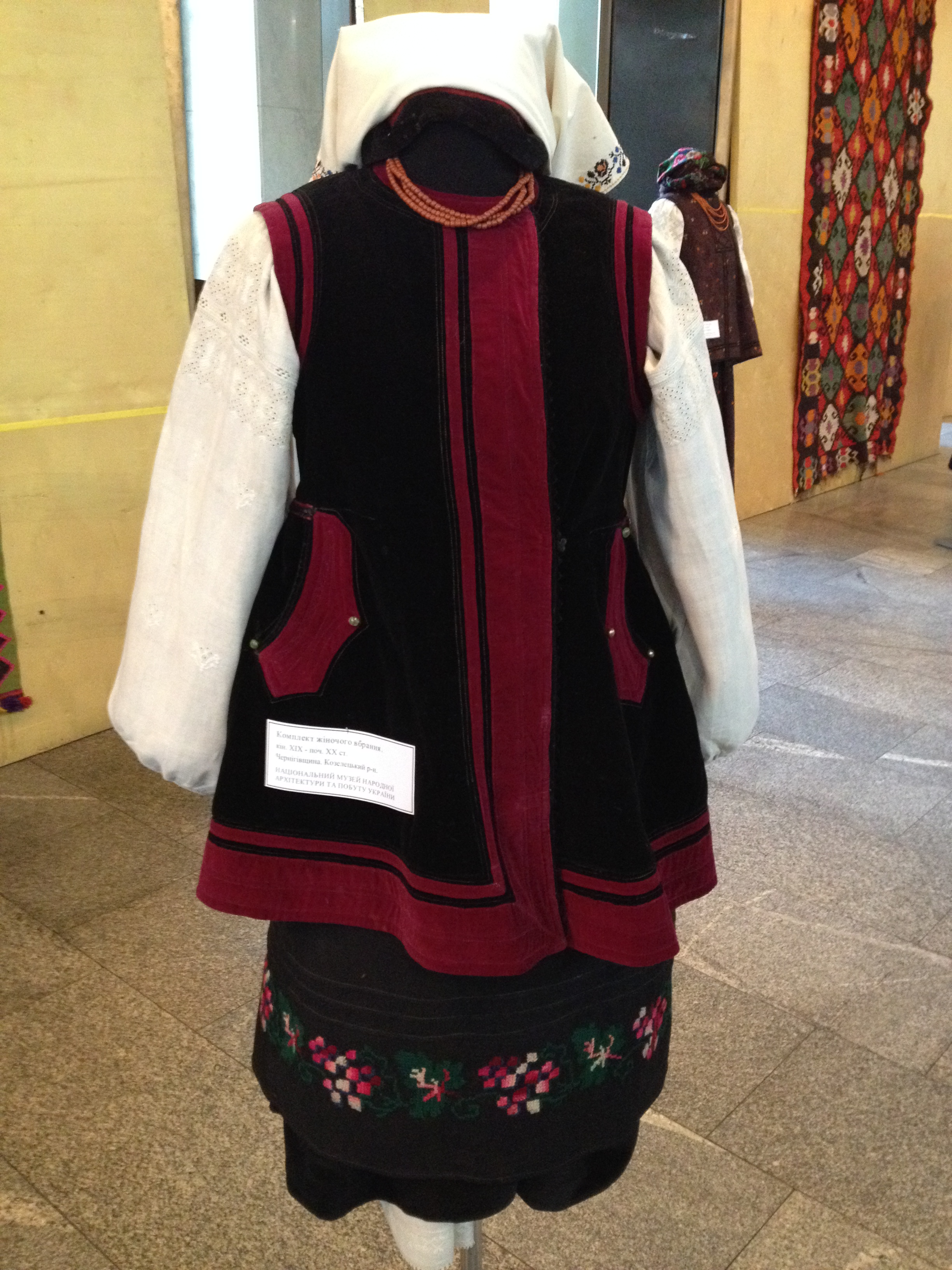
Чернігівська корсетка. Козелецький р-н
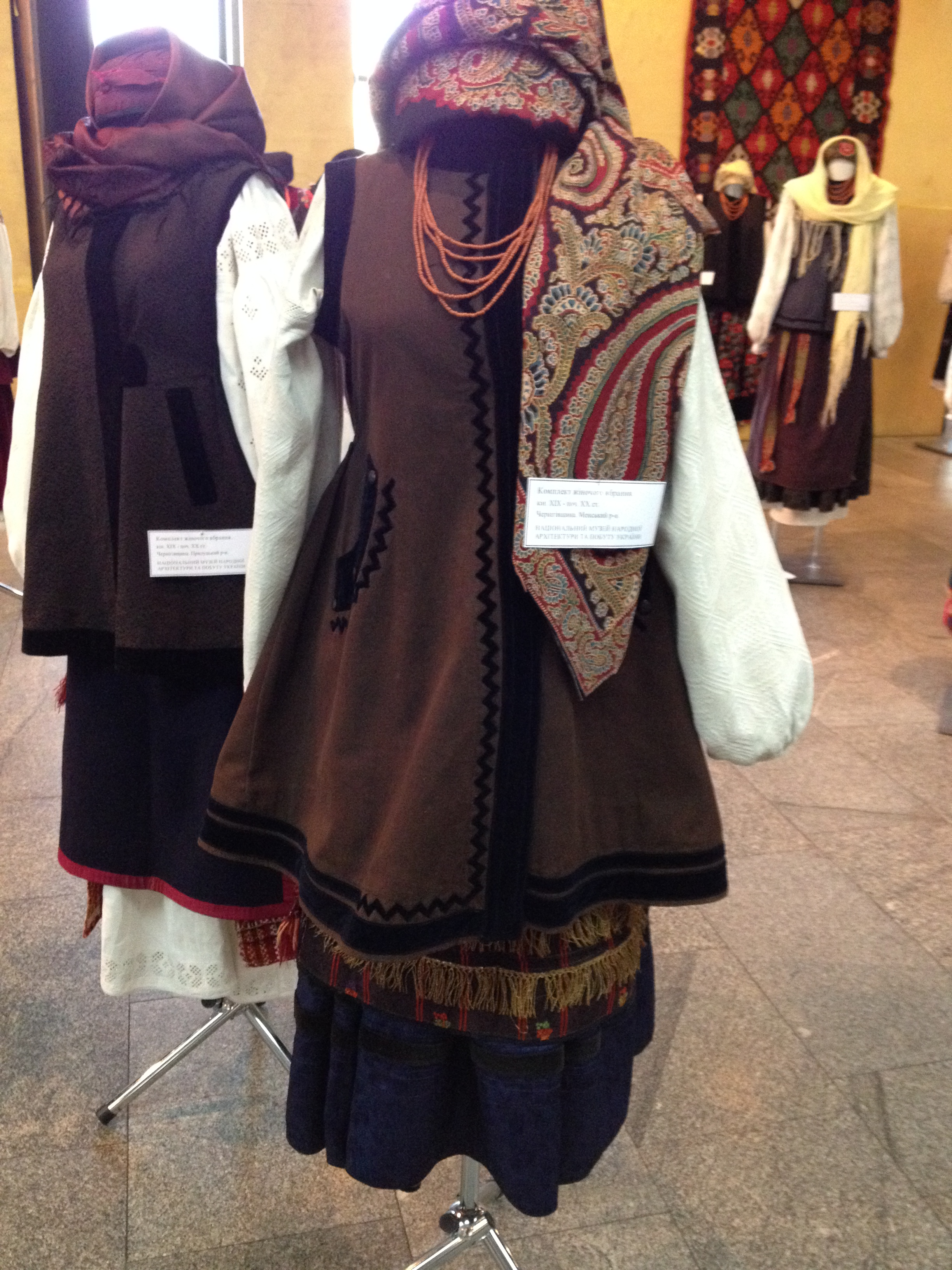
Чернігівська корсетка. Менський р-н
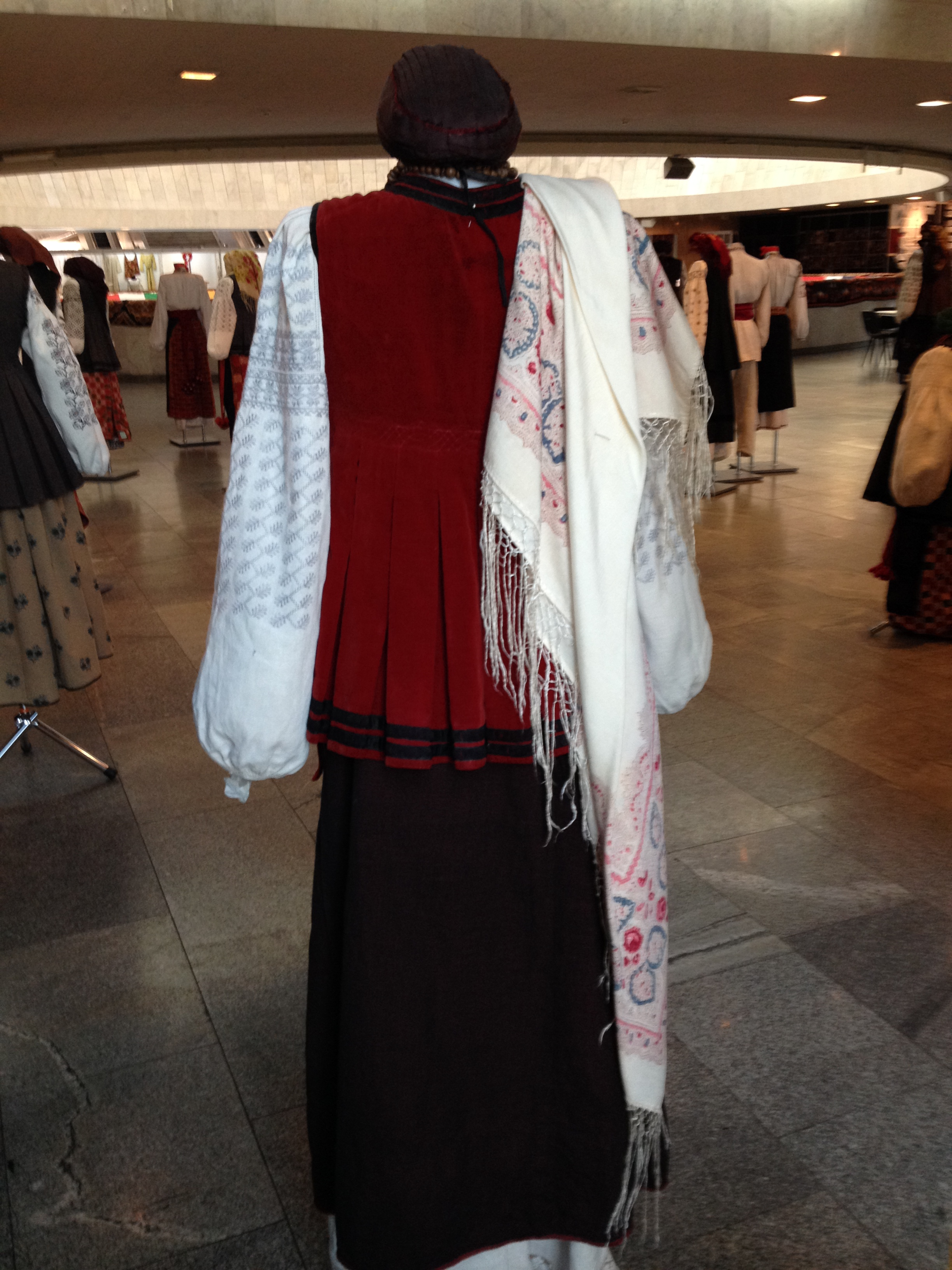
Полтавська корсетка
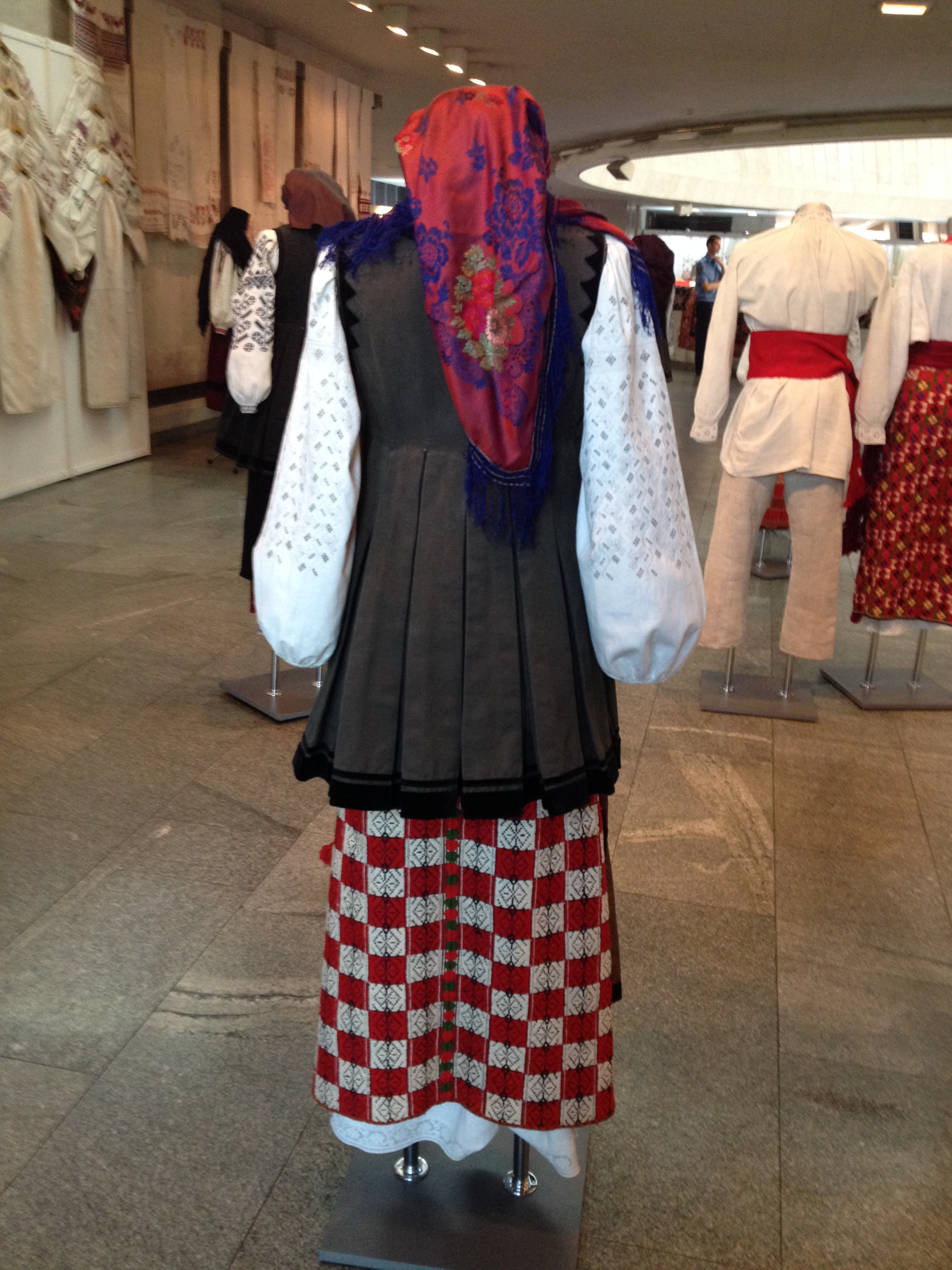
Полтавська корсетка
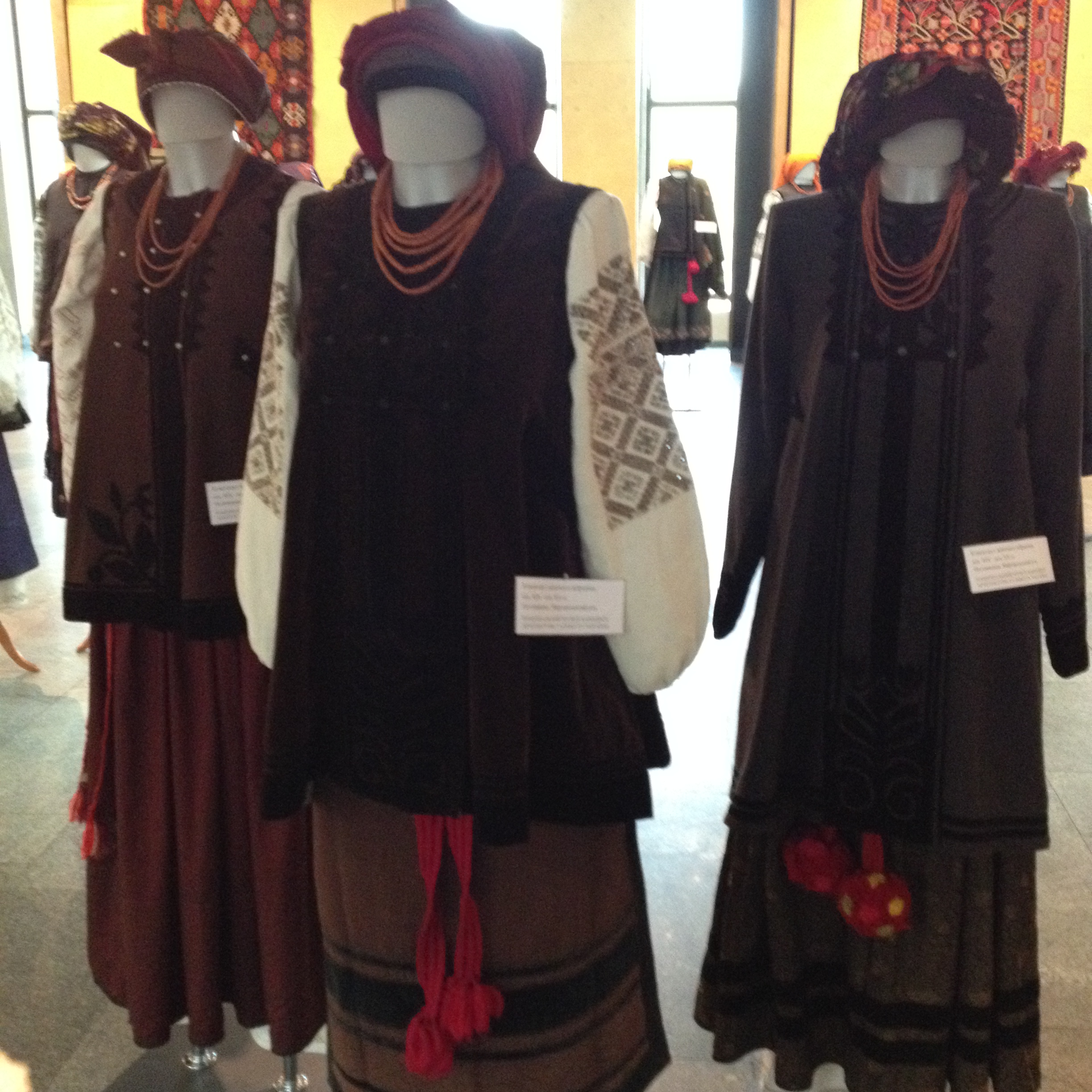
Полтавська корсетка
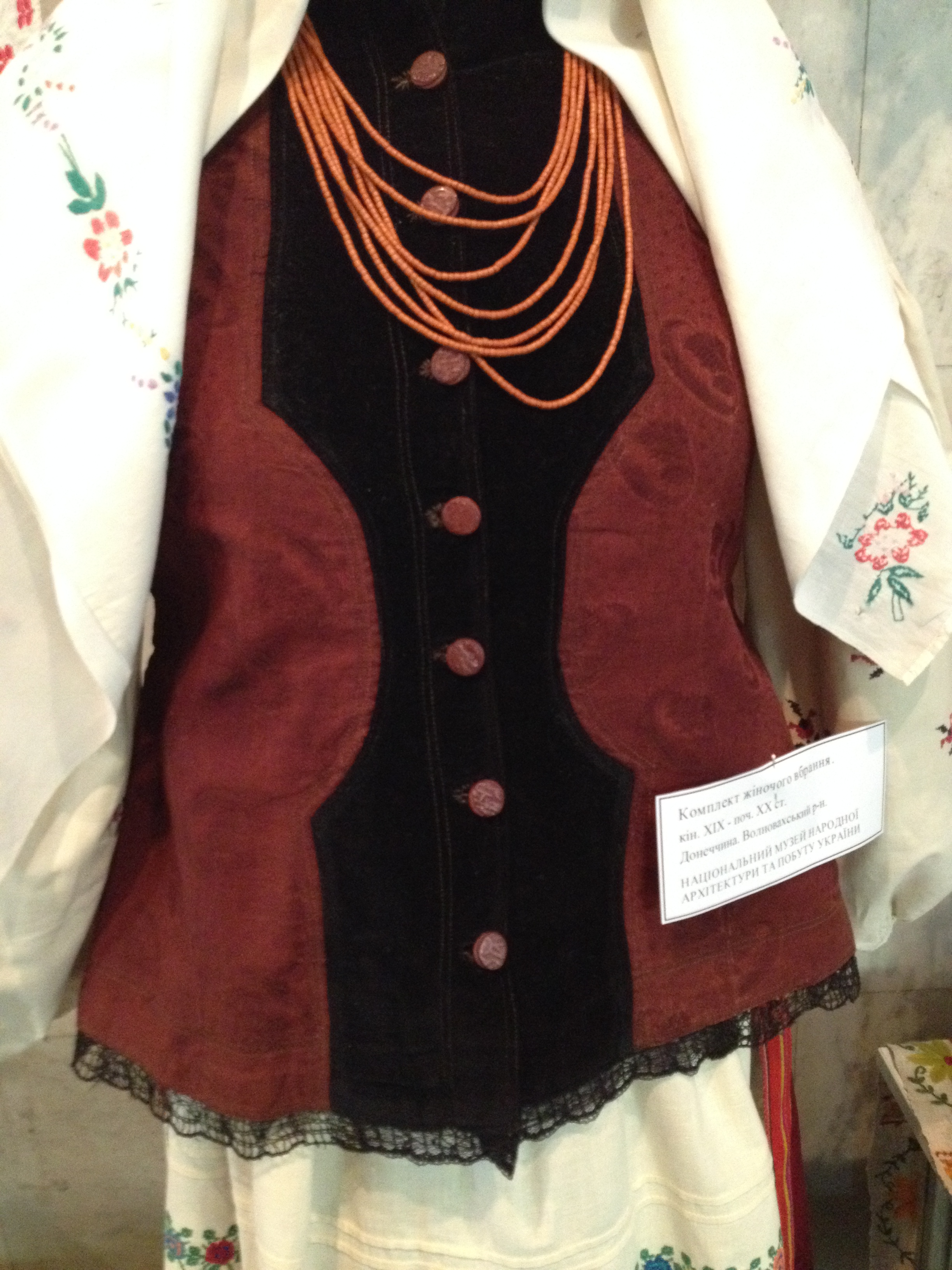
Донбас. Корсетка.
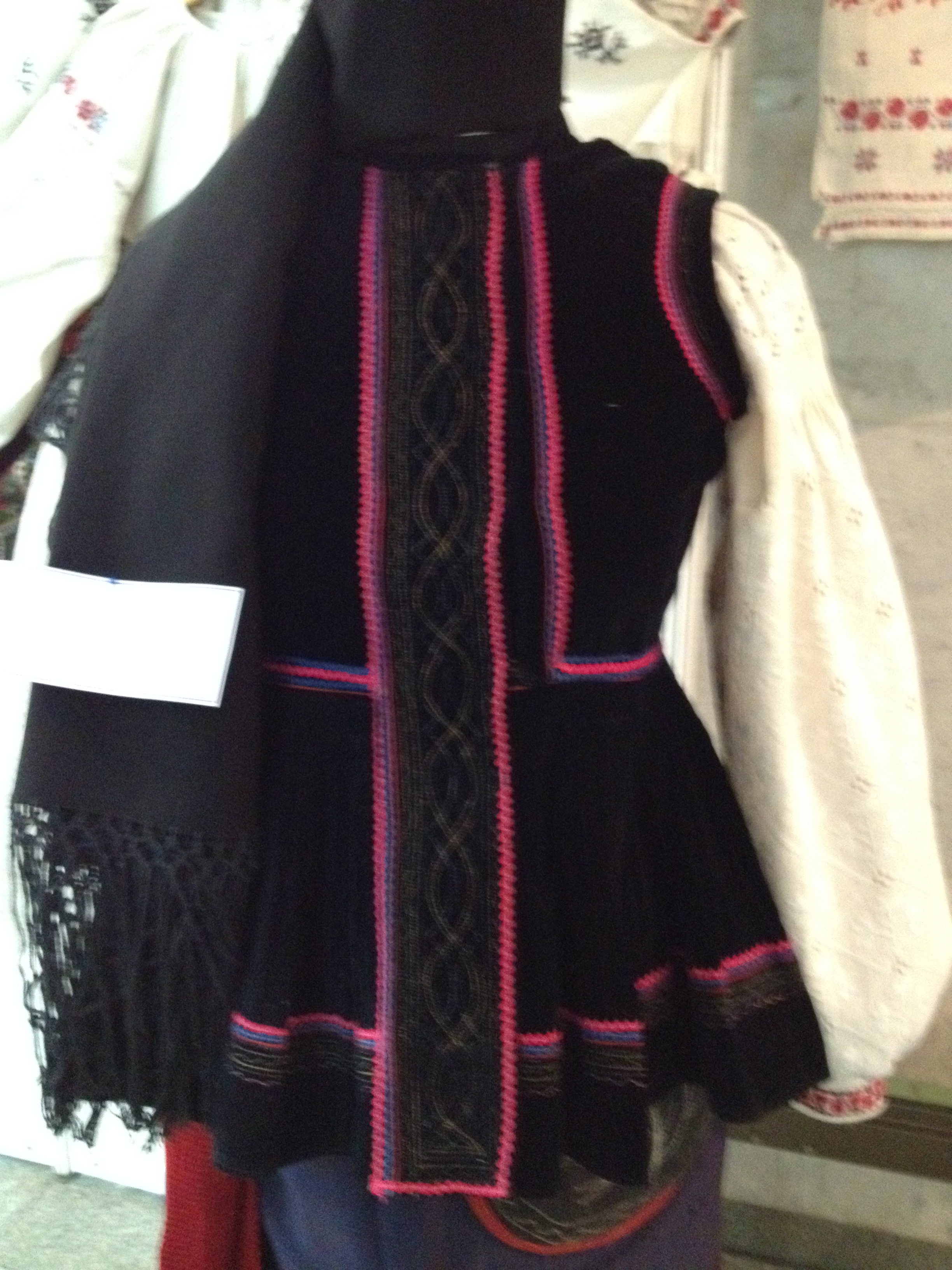
Корсетка. Луганщина.
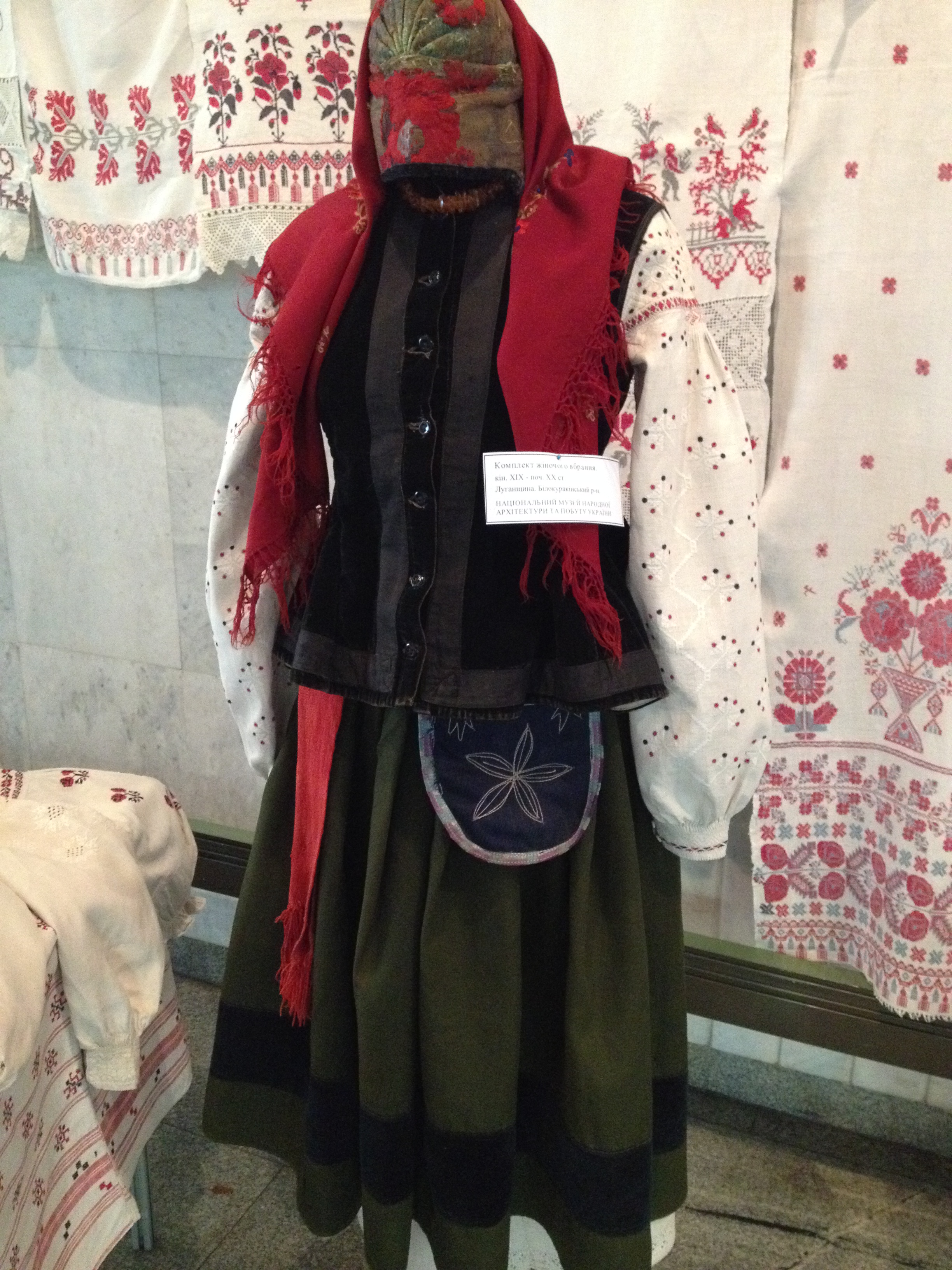
Корсетка. Луганщина.
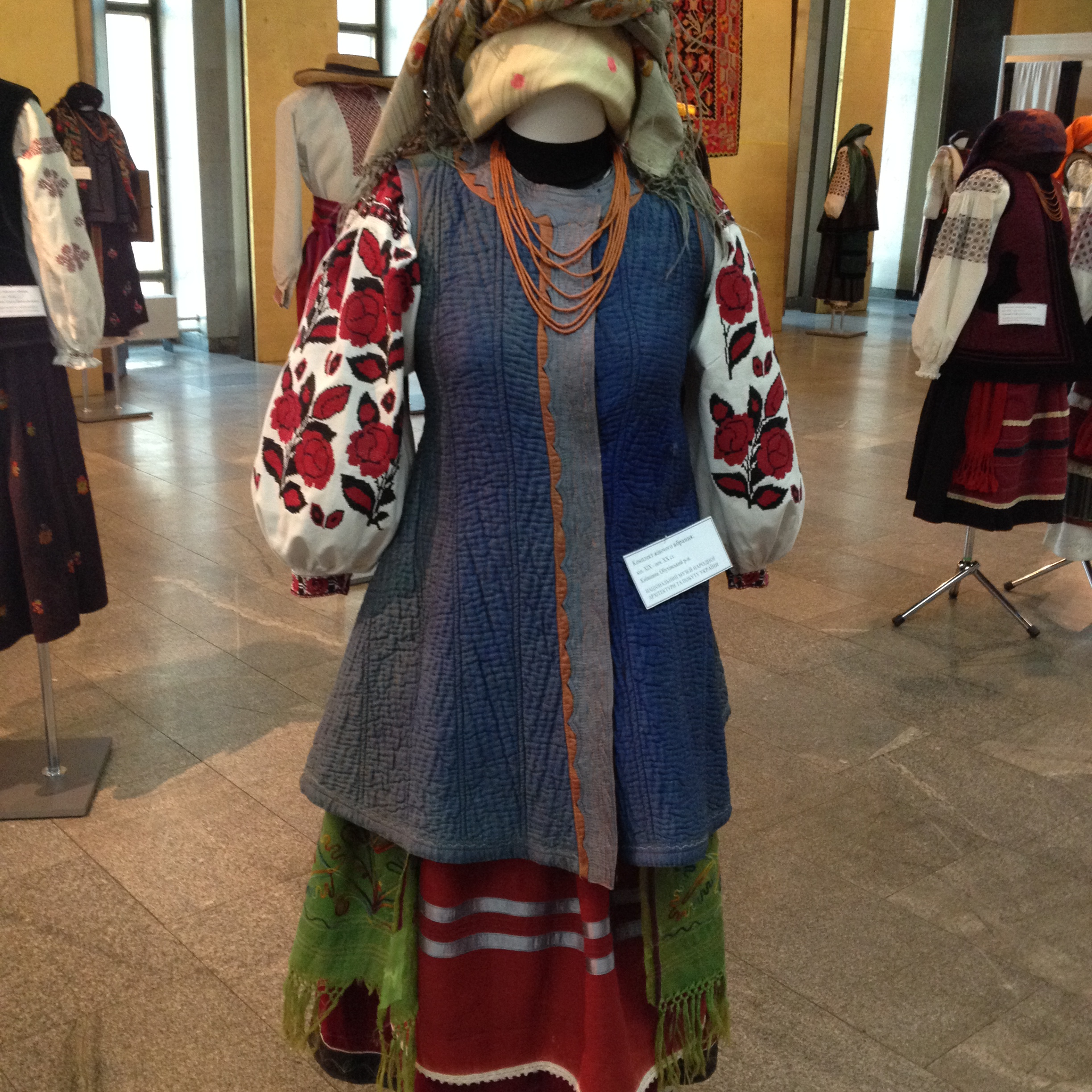
Київський стрій
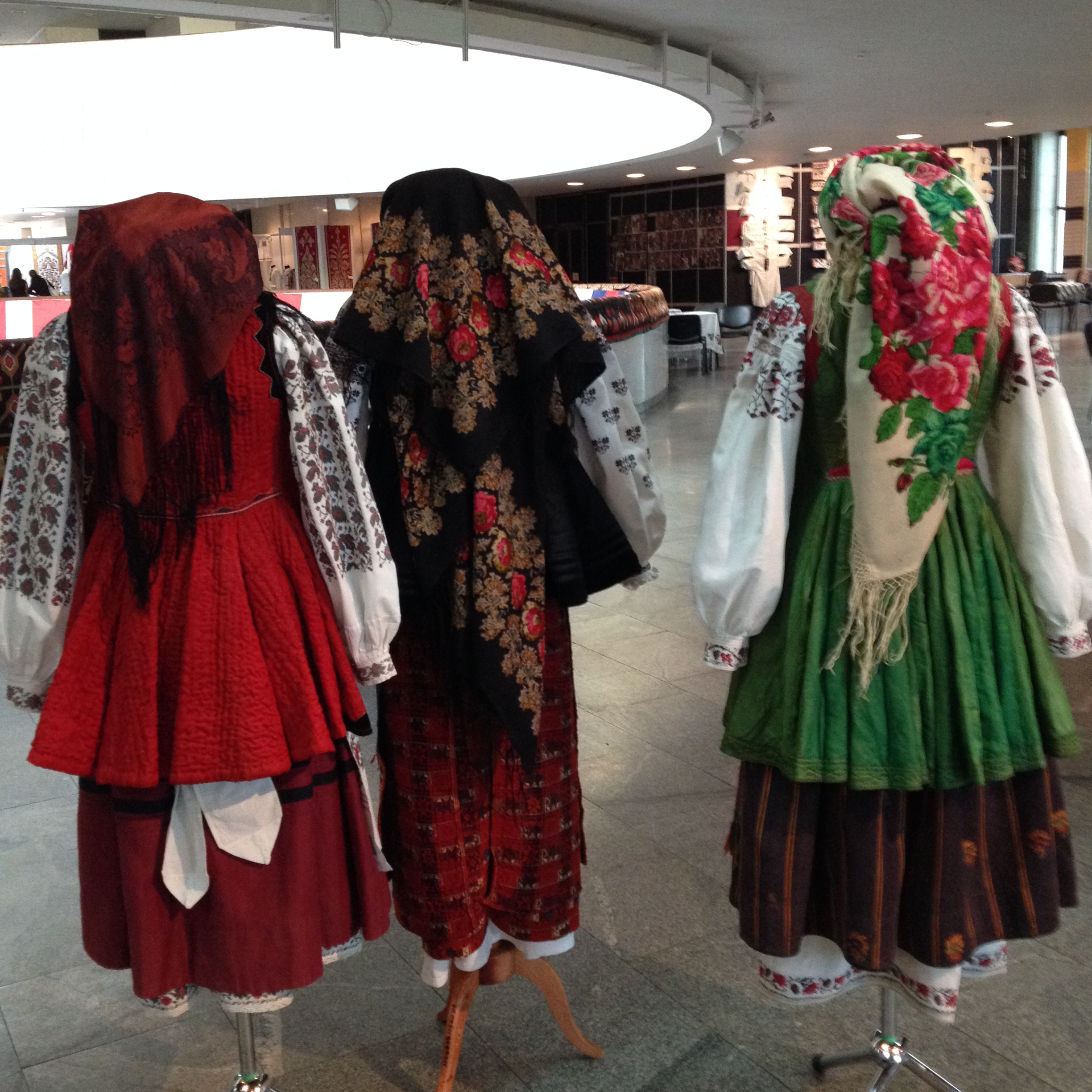
Київський стрій
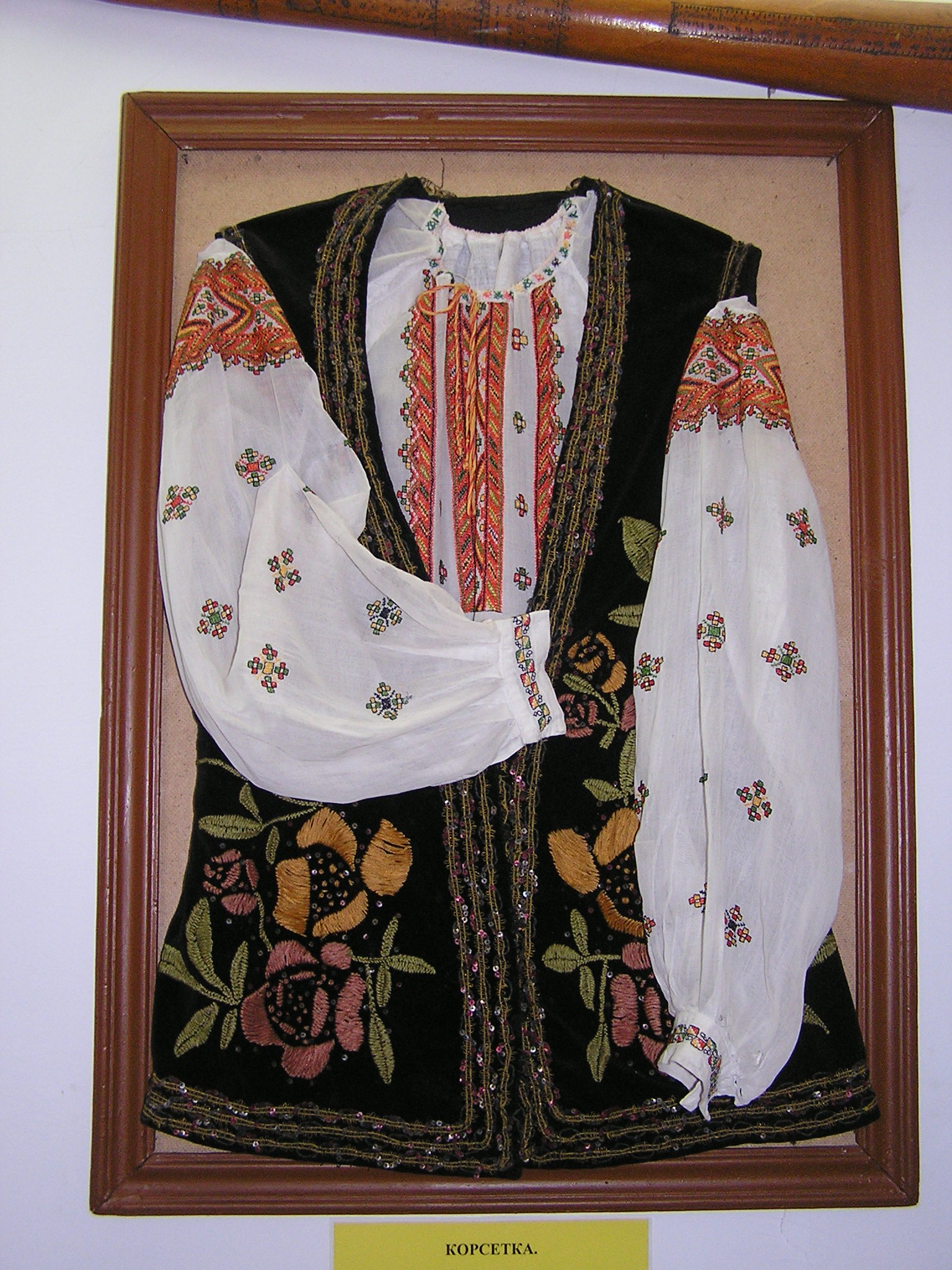
Корсетка-експонат музею історії Трускавця